# 盛居晉
盛居晉（1518年—1577年），字康侯，號體斋，直隸松江府華亭縣人，民籍，明朝政治人物。

## 生平
嘉靖二十八年（1549年）己酉科應天府鄉試第九十九名舉人。嘉靖四十四年（1565年）中式乙丑科會試第二百三十六名，二甲第五十一名進士。礼部观政，四十五年六月授工部都水司主事，隆慶元年（1567年）九月改南兵部武库司，丁母憂歸。六年七月復除刑部，八月改南兵部职方司，万历三年（1575年）九月降忻州同知，四年九月升汀州府通判。五年卒，年六十。

## 家族
曾祖盛公慶；祖父盛廣，推官；父盛明，贈工部主事，母楊氏。兄天倫、弟居泰。